# 두데이
두데이(doday)는 2008년 7월 시작한 소셜 ‘do’에 의한 소셜 네트워킹을 지향하는 소셜 네트워크 서비스(SNS)이다. 자신이 하고 있는 일을 다른 사람에게 알리고, 같은 do를 하고자 하는 사람들이 모여 네트워크를 만들어 소통하는 방식의 서비스이다.
2008년 7월 네오위즈의 네오플라이 인큐베이팅 팀으로 선정되어 2008년 7월부터 9월까지 1차 클로즈 베타 단계를 거치고, 2009년 2월부터 오픈 베타를 실시하고 있다.
사용자들은 계정을 만든 후, ‘하자, 사자, 가자, 먹자, 읽자, 듣자, 보자, 쓰자, 되자, 배우자, 좋아’ 등 자신이 하고 싶은 일, 하고자 하는 일, 해야할 일을 적고 그에 대한 이야기를 남길 수 있다.
기존 소셜네트워크서비스가 오프라인 인맥에 기반한 온라인 인맥사이트라면, 두데이는 온라인상에서 소셜네트워크를 형성하고 소통하도록 돕는 소셜 네트워크 서비스이다.
사용자들에 의해 만들어진 여러 do(영화 보자, 소녀시대 좋아, 아르바이트 하자, 일기 쓰자, 소풍 가자, HTML 배우자 등)와 그에 해당하는 이야기들은 do에 따라 재분류되며, 해당하는 do 페이지 ‘이야기나라’에서 관련된 모든 이야기들을 볼 수 있다.